# Đậu mùa
Đậu mùa là một bệnh truyền nhiễm gây ra bởi hai biến thể virus, Variola major và Variola minor. Đậu mùa có tên gọi tiếng Latinh là variola hay variola vera, trong đó từ varius có nguồn gốc nghĩa là "có nốt", hoặc varus, nghĩa là "mụn nhọt". Trong tiếng Anh, danh từ "smallpox" được sử dụng đầu tiên vào thế kỷ 15 để phân biệt với biến dạng "great pox" (bệnh giang mai).
Đậu mùa gây bệnh trong các mạch máu nhỏ ở da, miệng và cổ họng. Ở vùng da, bệnh gây ra những vết ban nổi sần đỏ đặc trưng, sau đó da bị phồng rộp những vết sần chứa nước. Virus V major độc hại hơn, gây tử vong trong số 30-35% bệnh nhân. V minor gây dạng bệnh nhẹ hơn, giết khoảng 1% bệnh nhân. Biến chứng lâu dài của việc nhiễm V major là các sẹo rỗ đặc trưng trên da, thường là ở mặt, ở 65-85% số nạn nhân. Nạn nhân cũng có thể bị mù vì giác mạc bị sẹo. Phái nam còn có thể bị hiếm muộn. Biến dạng ở các chi do chứng viêm khớp và viêm khớp xương mãn tính là biến chứng ít gặp hơn, xuất hiện ở khoảng 2-5% các trường hợp nhiễm bệnh.

## Lịch sử
Đậu mùa xuất hiện vào khoảng 10.000 năm trước Công nguyên. Chứng tích xưa nhất của bệnh đậu mùa là những vết mụn mủ trên xác ướp của Pharaon Ramses V thời Ai Cập cổ đại. Căn bệnh này đã giết chết khoảng 400.000 người dân châu Âu mỗi năm trong những năm cuối thế kỷ 18, trong đó có 5 quốc vương đương tại vị. Bệnh này cũng và là nguyên nhân của 1/3 trường hợp bị mù. Khoảng 20-60% số những người nhiễm bệnh, trong đó có khoảng hơn 80% là trẻ em, bị tử vong. Hậu quả là 300-500 triệu người đã chết vì bệnh đậu mùa vào thế kỷ 20. Tổ chức Y tế Thế giới (WHO) ước lượng riêng năm 1967 có khoảng 15 triệu người nhiễm bệnh và 2 triệu người tử vong.
Sau chiến dịch chủng đậu vắc-xin kéo dài từ thế kỷ 19 đến thế kỷ 20, WHO chứng nhận đã tiêu diệt được bệnh đậu mùa vào năm 1979. Đậu mùa là một trong hai bệnh truyền nhiễm đã được diệt dứt điểm; căn bệnh kia là bệnh dịch tả trâu bò (rinderpest) được công nhận đã bị tiêu diệt vào năm 2011.

### Dịch bệnh xuất hiện

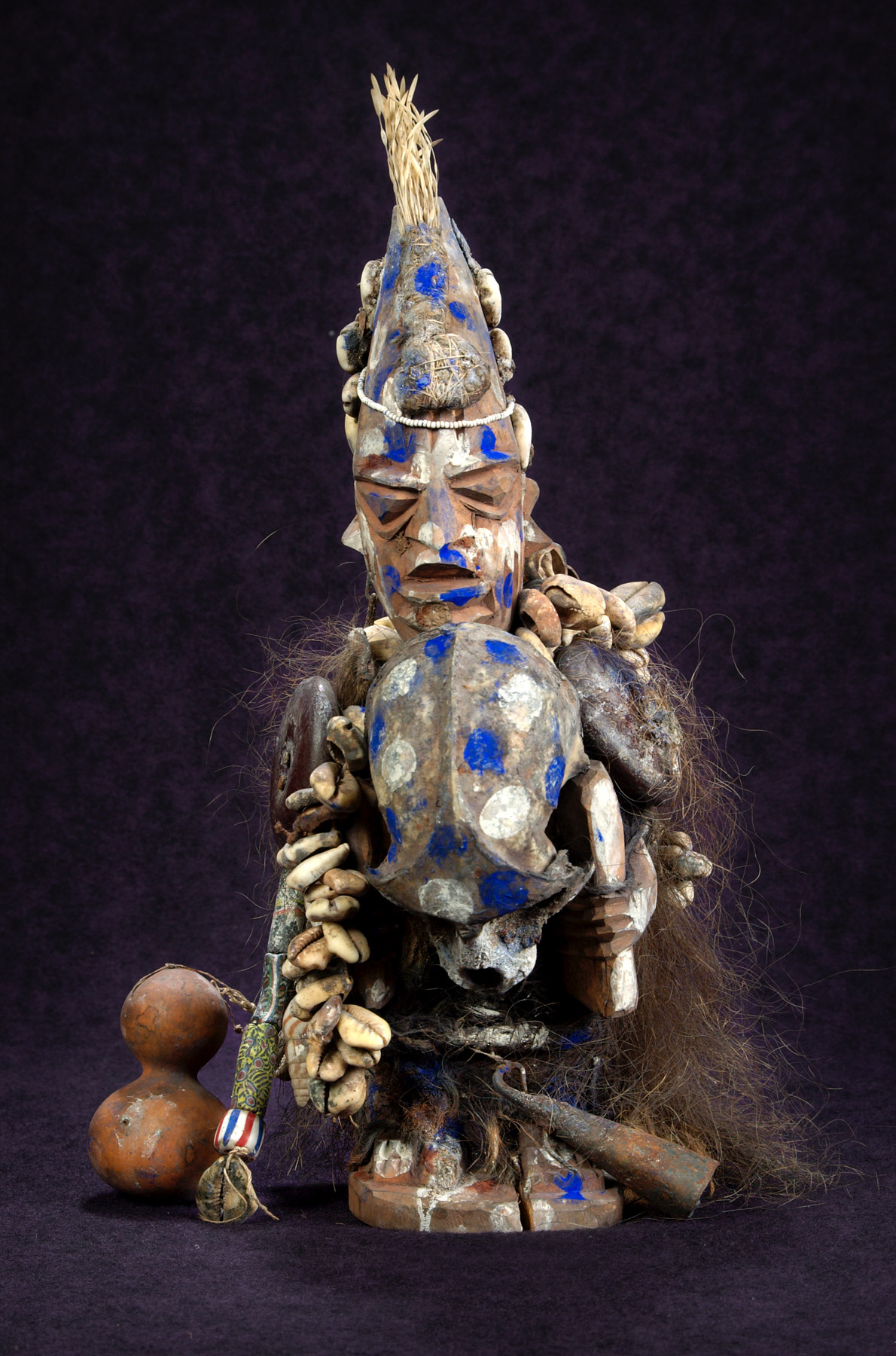
Tượng của Sopona, vị thần được cho là gây ra dịch bệnh trong tôn giáo Yoruba

Bằng chứng lâm sàng đáng tin cậy sớm nhất về bệnh đậu mùa được tìm thấy trong các mô tả về căn bệnh giống đậu mùa trong các tác phẩm y học từ Ấn Độ cổ đại (sớm nhất là năm 1500 trước Công nguyên), và Trung Quốc (năm 1122 trước Công nguyên), cũng như một nghiên cứu về xác ướp của vua Ai Cập là Ramses V, người đã chết cách đây hơn 3100 năm (1145 TCN). Người ta suy đoán rằng các thương nhân Ai Cập đã mang bệnh đậu mùa đến Ấn Độ trong thiên niên kỷ thứ nhất trước Công nguyên, nơi nó vẫn là một bệnh đặc hữu của con người trong ít nhất 2000 năm. Bệnh đậu mùa có lẽ đã xâm nhập vào Trung Quốc trong thế kỷ 1 CN từ phía tây nam, và vào thế kỷ 6 đã từ Trung Quốc lan sang Nhật Bản. Tại Nhật Bản, dịch bệnh năm 735–737 được cho là đã giết chết một phần ba dân số. Ít nhất bảy vị thần tôn giáo đã được gán với riêng cho bệnh đậu mùa, chẳng hạn như thần Sopona trong tôn giáo Yoruba ở Tây Phi. Ở Ấn Độ, nữ thần đậu mùa của đạo Hindu, Shitala, được thờ trong các ngôi đền trên khắp đất nước.
Một quan điểm khác cho rằng bệnh đậu mùa chỉ xuất hiện vào năm 1588 sau công nguyên, và các trường hợp được báo cáo trước đó đã được xác định không chính xác là bệnh đậu mùa.
Thời gian xuất hiện của bệnh đậu mùa ở châu Âu và tây nam châu Á cũng không rõ ràng. Bệnh đậu mùa không được mô tả rõ ràng trong Cựu ước hay Tân ước của Kinh thánh, hoặc trong văn học của người Hy Lạp hoặc La Mã. Trong khi một số người đã xác định bệnh dịch ở Athens - được cho là bắt nguồn từ "Ethiopia" và Ai Cập - hoặc bệnh dịch đã phá hủy cuộc bao vây Syracuse năm 396 trước Công nguyên của Carthage - với bệnh đậu mùa, nhiều học giả đồng ý rằng một cơn bệnh nghiêm trọng như đậu mùa, nếu tồn tại tại vùng Địa Trung Hải trong lúc Hippocrates sinh thời, thì khó mà lọt ra khỏi các ghi chép của ông.

### Thời Trung cổ và cận đại
Bệnh dịch Antonine đã quét qua Đế chế La Mã vào giai đoạn 165–180 SCN, đó có thể là do bệnh đậu mùa gây ra Thánh Nicasius của Rheims đã trở thành vị thánh bảo trợ cho các nạn nhân đậu mùa vì được cho là đã sống sót sau một cơn bệnh vào năm 450, và thánh Gregory của Tours đã ghi nhận một đợt bùng phát tương tự ở Pháp và Ý vào năm 580, đây là lần đầu tiên sử dụng thuật ngữ "variola" (đậu mùa). Các nhà sử học khác suy đoán rằng quân đội Ả Rập lần đầu tiên mang bệnh đậu mùa từ châu Phi vào Tây Nam châu Âu trong thế kỷ thứ 7 và 8. Vào thế kỷ thứ 9, bác sĩ người Ba Tư, Rhazes, cung cấp một trong những mô tả chính xác nhất về bệnh đậu mùa và là người đầu tiên phân biệt bệnh đậu mùa với bệnh sởi và bệnh thủy đậu trong "Kitab fi al-jadari wa-al-hasbah" (Sách về bệnh đậu mùa và bệnh sởi) của ông.
Trong thời Trung cổ, một số vụ bùng phát bệnh đậu mùa đã xảy ra ở châu Âu. Tuy nhiên, bệnh đậu mùa đã không lan nhanh ở đó cho đến khi sự gia tăng dân số và tính di động nhân khẩu được đánh dấu bởi các cuộc Thập tự chinh cho phép nó làm như vậy. Vào thế kỷ 16, bệnh đậu mùa đã có mặt tại hầu hết các nước châu Âu, nơi nó có tỷ lệ tử vong cao tới 30%. Sự xuất hiện đặc hữu của bệnh đậu mùa ở châu Âu có tầm quan trọng đặc biệt trong lịch sử, vì những cuộc khai phá và chinh phục thuộc địa liên tiếp của người châu Âu có xu hướng lây lan dịch bệnh sang các quốc gia khác. Vào thế kỷ 16, bệnh đậu mùa đã trở thành nguyên nhân chính gây ra dịch bệnh và tử vong trên khắp thế giới.

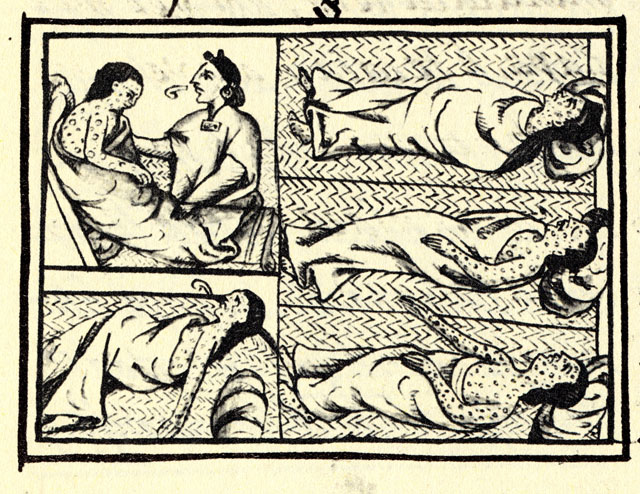
Bản vẽ kèm theo trong Quyển XII của Bộ luật Florentine thế kỷ 16 (biên soạn 1555–1576), cho thấy người Nahuatl tại miền Trung Mexico bị bệnh đậu mùa do lây từ đội quân xâm lược Tây Ban Nha

Không có mô tả đáng tin cậy nào về bệnh giống như đậu mùa ở châu Mỹ trước khi người châu Âu thám hiểm về phía tây vào thế kỷ 15 Bệnh đậu mùa lây nhiễm vào đảo Hispaniola thuộc vùng Caribê vào năm 1507, và vào lục địa châu Mỹ năm 1520, khi những người định cư Tây Ban Nha từ Hispaniola đến Mexico, vô tình mang theo bệnh đậu mùa với họ. Bởi vì cư dân châu Mỹ bản địa không có khả năng miễn dịch đối với căn bệnh mới này, các dân tộc của họ đã bị tiêu diệt hàng loạt bởi dịch bệnh. Sự mất mát dân số lớn như vậy là một yếu tố quan trọng trong việc người Tây Ban Nha thành công trong việc chinh phục của người Aztec và người Inca. Tương tự như vậy, cuộc định cư của người Anh ở bờ biển phía đông Bắc Mỹ vào năm 1633 tại Plymouth, Massachusetts đã kéo theo sự bùng phát bệnh đậu mùa tàn phá cộng đồng người châu Mỹ bản địa và sau đó là những người được sinh ra tại thuộc địa. Tỷ lệ tử vong trong các đợt bùng phát ở các cộng đồng người Mỹ bản địa cao tới 90%.
Bệnh đậu mùa đã được đưa tới châu Úc vào năm 1789 và một lần nữa vào năm 1829, mặc dù các bác sĩ thuộc địa, những người vào năm 1829 đã cố gắng phân biệt giữa bệnh đậu mùa và bệnh thủy đậu (có thể gây tử vong gần như bằng nhau đối với thổ dân châu Úc), đã tranh cãi rằng dịch bệnh năm 1829–1830 là bệnh thủy đậu hay bệnh đậu mùa. Mặc dù bệnh đậu mùa chưa bao giờ là bệnh đặc hữu trên lục địa Úc, nó đã được mô tả là nguyên nhân chính gây tử vong ở các cộng đồng thổ dân từ năm 1780 đến năm 1870.

Số ca nhiễm đậu mùa trên toàn cầu, từ 1920 tới 2016.

Vào giữa thế kỷ 18, đậu mùa là một căn bệnh lưu hành phổ biến ở khắp mọi nơi trên thế giới ngoại trừ ở Úc và các hòn đảo nhỏ chưa bị động đến bởi các hoạt động thăm dò từ bên ngoài. Ở châu Âu thế kỷ 18, bệnh đậu mùa là nguyên nhân gây tử vong hàng đầu, giết chết khoảng 400.000 người châu Âu mỗi năm. Có tới 10 phần trăm trẻ sơ sinh Thụy Điển chết vì bệnh đậu mùa mỗi năm, và tỷ lệ tử vong của trẻ sơ sinh ở Nga có thể còn cao hơn.
Việc sử dụng rộng rãi các phương pháp chủng ngừa đậu mùa ở một số quốc gia, đặc biệt là Vương quốc Anh, các thuộc địa Bắc Mỹ của nó và Trung Quốc, phần nào làm giảm tác động của bệnh đậu mùa đối với các tầng lớp giàu có vào cuối thế kỷ 18, nhưng việc thực sự giảm tỷ lệ mắc bệnh đã không xảy ra cho đến khi tiêm chủng trở thành một thông lệ phổ biến vào cuối thế kỷ 19. Các loại vắc xin được cải tiến và việc tiêm chủng đã dẫn đến việc giảm đáng kể các trường hợp mắc bệnh ở châu Âu và Bắc Mỹ, nhưng bệnh đậu mùa hầu như không được kiểm soát ở mọi nơi khác trên thế giới. Vào giữa thế kỷ 20, bệnh đậu mùa thể nhẹ xuất hiện, với tỷ lệ khác nhau, ở nhiều vùng của Châu Phi. Bệnh nhân bị đậu mùa thể nhẹ chỉ bị bệnh nhẹ, thường phải đi cấp cứu trong suốt quá trình của bệnh, và do đó có khả năng lây lan bệnh dễ dàng hơn. Nhiễm virut đậu mùa thể nhẹ cũng tạo ra khả năng miễn dịch chống lại dạng đậu mùa thể nặng. Do đó, khi đậu mùa thể nhẹ lây lan khắp Hoa Kỳ, sang Canada, các nước Nam Mỹ và Anh, nó đã trở thành hình thức phổ biến của bệnh đậu mùa, làm giảm tỷ lệ tử vong hơn nữa.

### Diệt trừ

#### Thời cận đại

Thời điểm mà bệnh đậu mùa được thanh toán theo quốc gia

Tài liệu tham khảo rõ ràng đầu tiên về việc cấy mầm bệnh đậu mùa để phòng bệnh này đã được viết bởi tác giả người Trung Quốc Wan Quan (1499–1582) trong cuốn Dòuzhěn xīnfǎ (痘疹 心法) xuất bản năm 1549 với những gợi ý sớm nhất về phương pháp này đã có ở Trung Quốc trong thế kỷ thứ 10. Ở Trung Quốc thời đó, vảy của người bị đậu mùa được phơi khô, nghiền thành dạng bột đã được thổi bay lên mũi của những người khỏe mạnh. Mọi người sau đó sẽ bị mắc thể nhẹ của bệnh và từ đó miễn dịch với nó. Kỹ thuật này có tỷ lệ tử vong khoảng 0,5–2,0%, nhưng tỷ lệ đó thấp hơn đáng kể so với tỷ lệ tử vong 20–30% của chính căn bệnh này. Hai báo cáo về thực hành cấy mầm bệnh của người Trung Quốc đã được Hiệp hội Hoàng gia Anh ở London nhận được vào năm 1700; một của Tiến sĩ Martin Lister, người đã nhận được báo cáo của một nhân viên của Công ty Đông Ấn đóng tại Trung Quốc và một người khác bởi Clopton Havers. Voltaire (1742) báo cáo rằng người Trung Quốc đã thực hành cấy mầm bệnh đậu mùa từ "hàng trăm năm nay". Biện pháp này cũng đã được chứng kiến ở Thổ Nhĩ Kỳ bởi quý cô Mary Wortley Montagu, người sau đó đã giới thiệu nó ở Anh.
Đề cập ban đầu về khả năng diệt trừ bệnh đậu mùa đã được đề cập đến trong công trình của Johnnie Notions, một người cấy mầm bệnh đậu mùa tự học đến từ Shetland, Scotland. Biện pháp này đã thành công trong việc điều trị cho mọi người từ ít nhất là cuối những năm 1780 thông qua một phương pháp do chính ông nghĩ ra mặc dù không có nền tảng y tế chính thức. Phương pháp của ông là cho mủ đậu mùa tiếp xúc với khói than bùn, chôn nó xuống đất với long não trong tối đa 8 năm, sau đó dùng dao rạch một vết nhỏ trên tay rồi trét chất này vào, và dùng lá bắp cải đắp lên vết rạch. Ông nổi tiếng là không để mất một bệnh nhân nào. Arthur Edmondston, trong các bài viết về kỹ thuật của Notions được xuất bản vào năm 1809, đã nói rằng, "Nếu mọi học viên đều thành công về căn bệnh như anh ta, thì đậu mùa có thể đã bị trục xuất khỏi thế giới, mà không làm tổn thương hệ thống, hoặc để lại bất kỳ nghi ngờ nào trong thực tế."

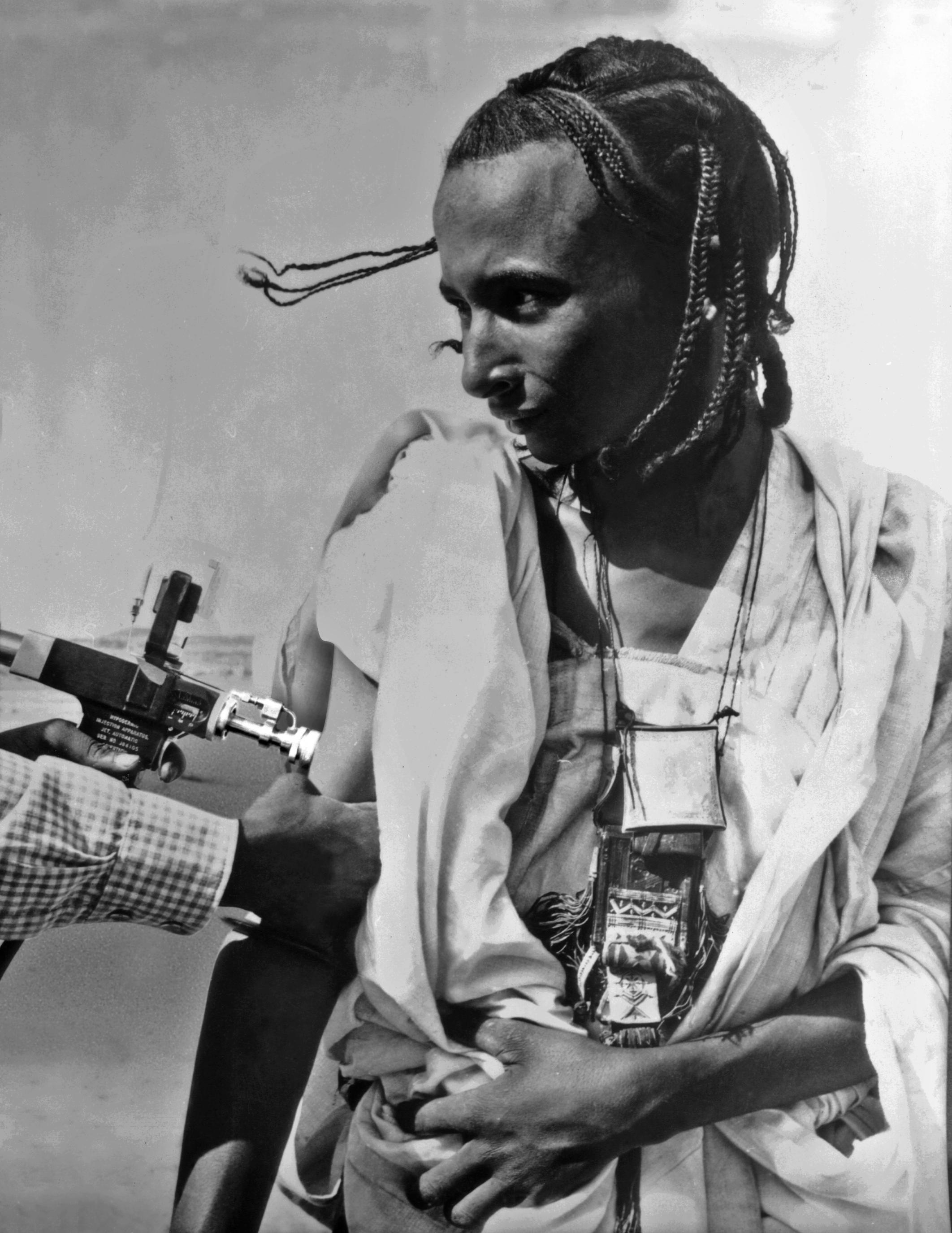
Tiêm vắc xin trong Chương trình Xóa sổ Bệnh đậu mùa và Kiểm soát Bệnh Sởi ở Niger, 1969

Bác sĩ người Anh Edward Jenner đã chứng minh hiệu quả của việc tiêm chủng đậu mùa trong việc bảo vệ con người khỏi bệnh đậu mùa vào năm 1796, sau đó nhiều nỗ lực đã được thực hiện để loại bỏ bệnh đậu mùa trên quy mô khu vực. Ở Nga vào năm 1796, đứa trẻ đầu tiên được tiêm chủng đậu mùa đã được Ekaterina II của Nga ban cho cái tên "Vaccinov", và được giáo dục bằng ngân khố của quốc gia.
Việc giới thiệu vắc-xin đến châu Mỹ diễn ra tại Trinity, Newfoundland vào năm 1800 bởi Tiến sĩ John Clinch, người bạn thời thơ ấu và đồng nghiệp y tế của Jenne. Ngay từ năm 1803, Hoàng gia Tây Ban Nha đã tổ chức các cuộc thám hiểm Balmis để vận chuyển vắc xin đến các thuộc địa của Tây Ban Nha ở châu Mỹ và Philippines, đồng thời thiết lập các chương trình tiêm chủng hàng loạt ở đó. Quốc hội Hoa Kỳ đã thông qua Đạo luật vắc-xin năm 1813 để đảm bảo rằng vắc-xin đậu mùa an toàn sẽ được cung cấp cho công chúng Hoa Kỳ. Vào khoảng năm 1817, một chương trình tiêm chủng của nhà nước rất vững chắc đã tồn tại ở Đông Ấn Hà Lan (nay là Indonesia).
Vào ngày 26 tháng 8 năm 1807, Bavaria trở thành quốc gia đầu tiên trên thế giới áp dụng tiêm chủng bắt buộc. Baden tiếp theo vào năm 1809, Phổ vào năm 1815, Württemberg năm 1818, Thụy Điển năm 1816 và Đế chế Đức năm 1874 thông qua Đạo luật Tiêm chủng của Reichs (Đế chế) Tại Lutheran Thụy Điển, các giáo sĩ Tin lành đã đóng vai trò tiên phong trong việc tự nguyện tiêm phòng bệnh đậu mùa ngay từ năm 1800. Lần tiêm chủng đầu tiên được thực hiện ở Liechtenstein vào năm 1801, và từ năm 1812, việc tiêm chủng là bắt buộc.
Tại Ấn Độ thuộc Anh, một chương trình đã được triển khai để tuyên truyền việc tiêm phòng bệnh đậu mùa, thông qua các bác sĩ tiêm chủng Ấn Độ, dưới sự giám sát của các quan chức châu Âu. Tuy nhiên, các nỗ lực tiêm chủng của Anh ở Ấn Độ và đặc biệt là ở Miến Điện, đã bị cản trở bởi sự không tin tưởng vào tiêm chủng của người bản địa, bất chấp luật pháp cứng rắn, những cải thiện về hiệu quả của vắc-xin và chất bảo quản vắc-xin, và các nỗ lực giáo dục tại địa phương. Đến năm 1832, chính phủ Hoa Kỳ thiết lập chương trình tiêm phòng bệnh đậu mùa cho người châu Mỹ bản địa. Năm 1842, Vương quốc Anh cấm việc cấy mủ đậu mùa theo phương pháp truyền thống, sau đó tiến tới việc tiêm chủng bắt buộc. Chính phủ Anh đã áp dụng việc tiêm phòng bệnh đậu mùa bắt buộc theo Đạo luật của Nghị viện vào năm 1853.
Tại Hoa Kỳ, từ năm 1843 đến năm 1855, Massachusetts là bang đầu tiên và sau đó là các tiểu bang khác bắt buộc tiêm chủng bệnh đậu mùa. Mặc dù một số người không thích những biện pháp này, các nỗ lực phối hợp chống lại bệnh đậu mùa vẫn tiếp diễn, và căn bệnh này tiếp tục giảm bớt ở các nước giàu. Ở Bắc Âu, một số quốc gia đã loại bỏ bệnh đậu mùa vào năm 1900, và đến năm 1914, tỷ lệ mắc bệnh ở hầu hết các nước công nghiệp phát triển đã giảm xuống mức tương đối thấp.

#### Thế kỷ 20
Tiêm chủng vẫn tiếp tục ở các nước công nghiệp như một biện pháp bảo vệ chống bệnh đậu mùa tái xuất hiện cho đến giữa những năm 1970. Úc và New Zealand là hai trường hợp ngoại lệ đáng chú ý; hai nước này không trải qua bệnh đậu mùa đặc hữu và chưa bao giờ tiêm chủng rộng rãi, thay vào đó các nước này dựa vào sự bảo vệ bằng vị trí địa lý cô lập giữa đại dương và sự cách ly nghiêm ngặt.

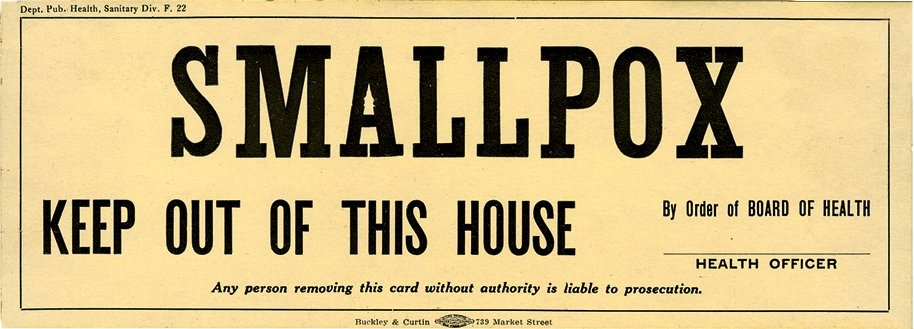
Lệnh cách ly do đậu mùa, California, năm 1910

Nỗ lực đầu tiên trên toàn bán cầu nhằm loại trừ bệnh đậu mùa được thực hiện vào năm 1950 bởi Tổ chức Y tế Liên châu Mỹ. Chiến dịch đã thành công trong việc loại bỏ bệnh đậu mùa ở tất cả các nước châu Mỹ ngoại trừ Argentina, Brazil, Colombia và Ecuador.
Năm 1958, Giáo sư Viktor Zhdanov, Thứ trưởng Bộ Y tế Liên Xô, đã kêu gọi Đại hội đồng Y tế Thế giới thực hiện một sáng kiến toàn cầu để diệt trừ bệnh đậu mùa. Đề xuất (Nghị quyết WHA11.54) được chấp nhận vào năm 1959. Vào thời điểm này, 2 triệu người chết vì bệnh đậu mùa mỗi năm. Nhìn chung, tiến trình xóa sổ đậu mùa là khá chậm, đặc biệt là ở châu Phi và ở tiểu lục địa Ấn Độ. Năm 1966, một đội quốc tế, Đơn vị Diệt trừ Bệnh đậu mùa, được thành lập dưới sự lãnh đạo của Donald Henderson. Năm 1967, Tổ chức Y tế Thế giới tăng cường công tác thanh toán bệnh đậu mùa trên toàn cầu bằng cách đóng góp 2,4 triệu đôla hàng năm cho nỗ lực này, và áp dụng phương pháp giám sát dịch bệnh mới do nhà dịch tễ học người Séc Karel Raška đề xướng.

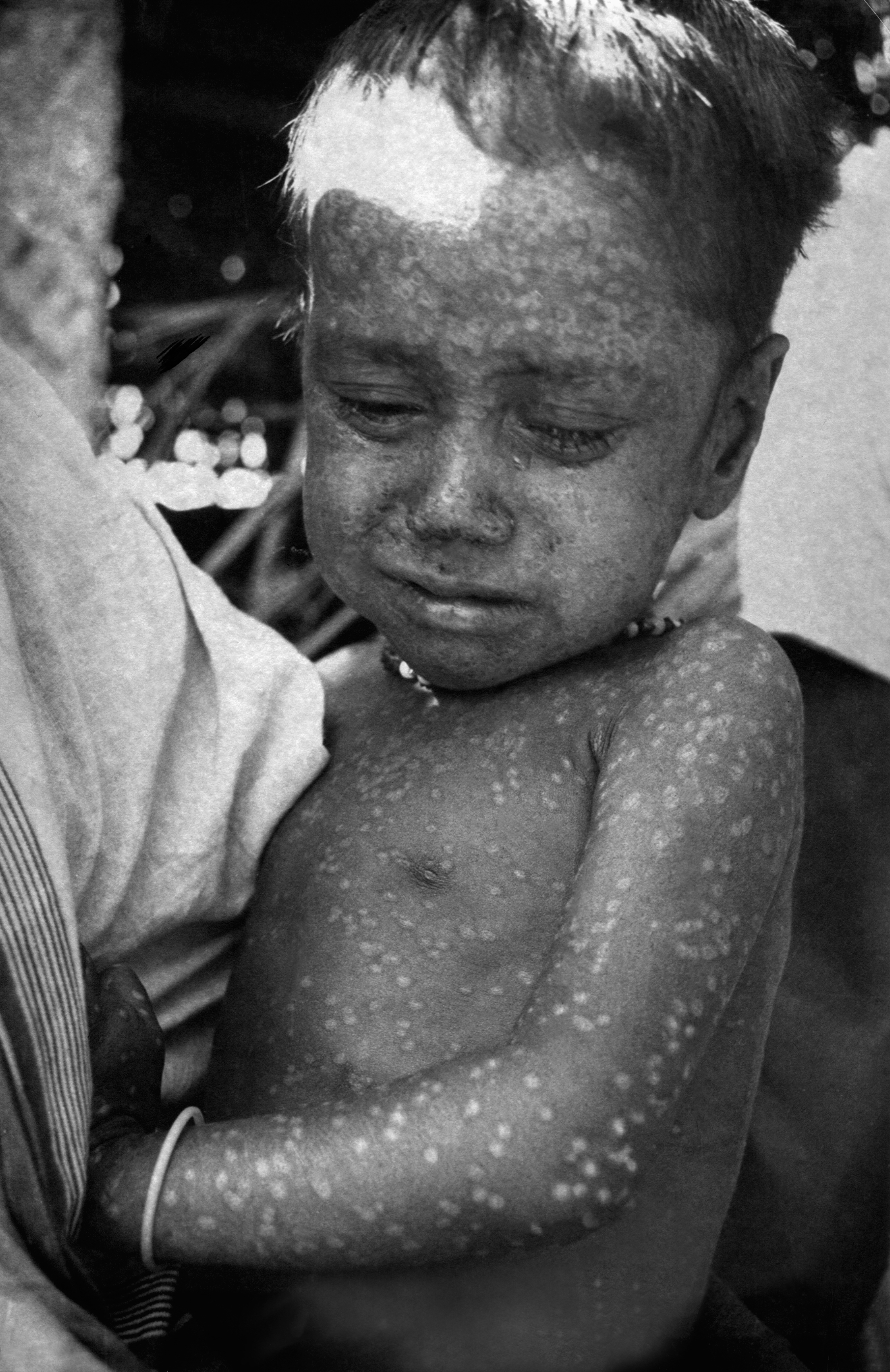
Bé gái 3 tuổi Rahima Banu tại Bangladesh và người cuối cùng mắc đậu mùa thể nặng một cách tự nhiên, năm 1975.

Vào đầu những năm 1950, ước tính có khoảng 50 triệu trường hợp mắc bệnh đậu mùa xảy ra trên thế giới mỗi năm. Để diệt trừ bệnh đậu mùa, mỗi đợt bùng phát phải ngăn không cho lây lan rộng, bằng cách cách ly các ca bệnh và tiêm chủng cho tất cả những người sống gần đó. Quá trình này được gọi là "tiêm chủng vòng vây". Chìa khóa của chiến lược này là giám sát các trường hợp trong một cộng đồng (được gọi là giám sát) và ngăn chặn.
Vấn đề ban đầu mà WHO gặp phải là việc báo cáo không đầy đủ về các trường hợp đậu mùa, vì nhiều trường hợp không được các cơ quan chức năng quan tâm. Thực tế là con người là ổ chứa duy nhất cho bệnh đậu mùa, và việc không còn người mang mầm bệnh đã đóng một vai trò quan trọng trong việc loại trừ bệnh đậu mùa. WHO đã thiết lập một mạng lưới các chuyên gia tư vấn hỗ trợ các quốc gia thiết lập các hoạt động giám sát và ngăn chặn. Ban đầu, việc tài trợ vắc xin chủ yếu do Liên Xô và Hoa Kỳ cung cấp, nhưng đến năm 1973, hơn 80% tổng số vắc xin đã được sản xuất ở các nước đang phát triển. Liên Xô đã cung cấp một tỷ rưỡi liều vắc xin từ năm 1958 đến năm 1979, cũng như các nhân viên y tế.
Lần bùng phát bệnh đậu mùa thể nặng cuối cùng ở châu Âu là vào năm 1972 ở Nam Tư, sau khi một người hành hương từ Kosovo trở về từ Trung Đông, nơi anh ta đã bị nhiễm virus. Dịch đã lây nhiễm cho 175 người, làm 35 người chết. Các nhà chức trách tuyên bố thiết quân luật, thực hiện kiểm dịch và tiến hành tiêm chủng rộng rãi trong dân chúng, nhờ sự giúp đỡ của WHO. Trong hai tháng, đợt bùng phát đã kết thúc. Trước đó, đã có một đợt bùng phát bệnh đậu mùa vào tháng 5 - tháng 7 năm 1963 tại Stockholm, Thụy Điển, do một thủy thủ Thụy Điển lây bệnh từ Viễn Đông; đợt dịch này đã được xử lý bằng các biện pháp kiểm dịch và tiêm chủng cho người dân địa phương.
Đến cuối năm 1975, bệnh đậu mùa chỉ tồn tại ở vùng Sừng Châu Phi. Điều kiện rất khó khăn ở Ethiopia và Somalia, những nơi có rất ít đường xá. Nội chiến, nạn đói và người tị nạn khiến nhiệm vụ càng trở nên khó khăn hơn. Một chương trình giám sát, ngăn chặn và tiêm chủng chuyên sâu đã được thực hiện ở các nước này vào đầu và giữa năm 1977, dưới sự chỉ đạo của nhà vi sinh vật người Úc Frank Fenner. Khi chiến dịch gần đạt được mục tiêu, Fenner và nhóm của ông đã đóng một vai trò quan trọng trong việc xác minh. Trường hợp bệnh đậu mùa bản địa xảy ra tự nhiên cuối cùng (Đậu mùa thể nhỏ) được chẩn đoán ở Ali Maow Maalin, một đầu bếp bệnh viện ở Merca, Somalia, vào ngày 26 tháng 10 năm 1977. Trường hợp xảy ra tự nhiên cuối cùng của chủng đậu mùa nặng gây chết người hơn đã được phát hiện vào tháng 10 năm 1975 ở một bé gái 3 tuổi người Bangladesh, Rahima Banu. Janet Parker là Người cuối cùng chết vì bệnh đậu mùa, xảy ra sau khi cô nhiễm phải virus từ một nguồn phòng thí nghiệm ở Birmingham, Vương quốc Anh.
Việc xóa sổ bệnh đậu mùa trên toàn cầu đã được chứng nhận dựa trên các hoạt động xác minh ráo riết, bởi một ủy ban gồm các nhà khoa học lớn vào ngày 9 tháng 12 năm 1979, và sau đó được Đại hội đồng Y tế Thế giới thông qua vào ngày 8 tháng 5 năm 1980. Hai câu đầu tiên của nghị quyết:
Xem xét sự phát triển và kết quả của chương trình toàn cầu về xóa sổ bệnh đậu mùa do WHO khởi xướng năm 1958 và được tăng cường từ năm 1967... Xin trang trọng tuyên bố rằng: thế giới và các dân tộc đã giành được tự do khỏi bệnh đậu mùa, một căn bệnh tàn khốc nhất đã quét qua nhiều quốc gia kể từ thời kỳ xa xưa nhất, để lại cái chết, sự mù lòa và biến dạng khi nó bùng phát, và chỉ cách đây một thập kỷ đã lan tràn ở Châu Phi, Châu Á và Nam Mỹ.

### Những trường hợp đáng chú ý

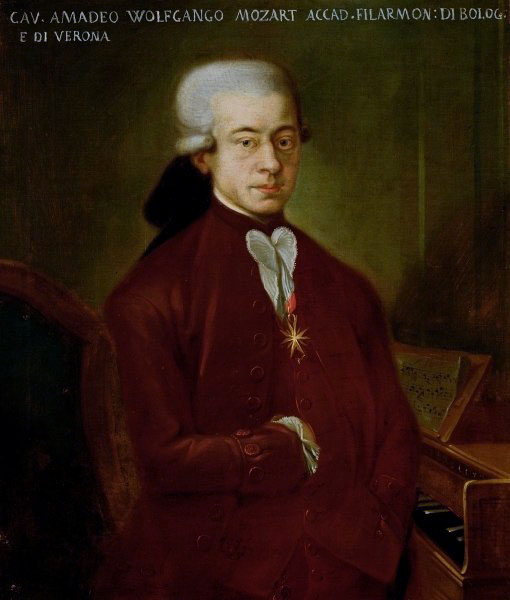
Năm 1767, nhà soạn nhạc 11 tuổi Wolfgang Amadeus Mozart đã sống sót sau một trận dịch đậu mùa ở Áo đã giết chết Hoàng hậu La Mã Thần thánh Maria Josepha, người vợ thứ hai của Hoàng đế La Mã Thần thánh Joseph II chết vì căn bệnh này, cũng như Nữ công tước Maria Josepha của Áo (Xem Mozart và bệnh đậu mùa)

Nhiều nhân vật lịch sử nổi tiếng từng mắc bệnh đậu mùa, ví dụ như tộc trưởng bộ lạc Lakota là Sitting Bull, vua Ai Cập Ramses V, các hoàng đế Thuận Trị (chết năm 1661), Khang Hi (khỏi bệnh) và Đồng Trị (chết năm 1875) của nhà Thanh, Thiên hoàng Komei của Nhật (chết do đậu mùa vào năm 1867), lãnh chúa Date Masamune của Nhật (bị mù một mắt do đậu mùa). Cuitláhuac, tlatoani (người cai trị) thứ 10 của thành phố Tenochtitlan thuộc đế chế Aztec, chết vì đậu mùa năm 1520, ít lâu sau khi bệnh này được người châu Âu mang tới châu Mỹ, và hoàng đế Huayna Capac của đế chế Inca chết năm 1527 (là nguyên nhân gây ra một cuộc nội chiến giành quyền kế vị trong đế chế Inca và cuối cùng là sự xâm chiếm của người Tây Ban Nha). Các nhân vật được công khai gần đây bao gồm Guru Har Krishan, Guru thứ 8 của đạo Sikh, chết năm 1664, Luis I của Tây Ban Nha chết năm 1724, Peter II của Nga chết năm 1730, George Washington (khỏi bệnh), Louis XV của Pháp chết năm 1774 và Maximilian III Joseph của Bavaria chết năm 1777.
Các gia tộc nổi tiếng trên khắp thế giới thường có một số người bị nhiễm bệnh và/hoặc thiệt mạng vì căn bệnh này. Ví dụ, một số người thân của vua Henry VIII của Anh đã sống sót sau căn bệnh này nhưng bị sẹo do nó gây ra. Những người này bao gồm chị gái Margaret Tudor của ông, người vợ Anne of Cleves, và hai con gái của ông: Mary I của Anh mắc bệnh năm 1527 và Elizabeth I mắc bệnh năm 1562. Elizabeth đã cố gắng ngụy trang những vết rỗ bằng lớp trang điểm đậm. Nữ hoàng Mary I của Scotland mắc bệnh khi còn nhỏ nhưng không để lại sẹo.
Ở châu Âu, những ca tử vong do bệnh đậu mùa đôi khi làm thay đổi hẳn một triều đại. Louis XV của Pháp đã kế vị cụ nội của mình là Louis XIV do hàng loạt cái chết vì bệnh đậu mùa hoặc bệnh sởi trong số những người lẽ ra được kế vị trước ông (gồm ông nội, cha, anh trai của ông). Chính ông đã chết vì căn bệnh này vào năm 1774. Peter II của Nga chết vì căn bệnh này khi mới 14 tuổi. Ngoài ra, trước khi trở thành hoàng đế, Peter III của Nga đã mắc phải bệnh này và rất đau đớn vì nó. Anh ta bị để lại sẹo và biến dạng mặt. Vợ ông, Catherine Đại đế, đã thoát khỏi nhưng nỗi sợ hãi về loại bệnh này rõ ràng đã ảnh hưởng đến bà. Bà lo sợ cho sự an toàn của con trai mình, Paul, đến nỗi bà ấy ngăn chặn những đám đông lớn không được tiếp xúc với Paul. Cuối cùng, cô đã quyết định cấy mầm đậu mùa vào cơ thể mình bởi một bác sĩ người Anh, Thomas Dimsdale. Đây là một phương pháp gây tranh cãi vào thời điểm đó, nhưng bà đã thành công. Paul sau đó cũng được cấy. Catherine sau đó đã tìm cách tiêm chủng trên khắp đế chế Nga và tuyên bố: "Mục tiêu của ta, qua ví dụ của ta, là để cứu vô số thần dân của ta, những người không biết giá trị của kỹ thuật này và sợ hãi nó, nên đã bị rơi vào tình trạng nguy hiểm." Đến năm 1800, khoảng 2 triệu lượt tiêm chủng đã được thực hiện tại Đế quốc Nga
Ở Trung Quốc, triều đại nhà Thanh đã có các chính sách rộng rãi để bảo vệ vùng Mãn Châu khỏi bệnh đậu mùa vốn khá phổ biến ở Bắc Kinh.
Các Tổng thống Hoa Kỳ George Washington, Andrew Jackson, và Abraham Lincoln đều từng mắc bệnh này và qua khỏi. Washington bị nhiễm bệnh đậu mùa trong một chuyến thăm Barbados năm 1751. Jackson phát bệnh sau khi bị người Anh bắt làm tù binh trong Cách mạng Hoa Kỳ, và mặc dù ông đã bình phục nhưng anh trai Robert của ông thì không. Lincoln mắc bệnh trong thời gian làm tổng thống, có thể do lây từ con trai ông là Tad, và bị cách ly ngay sau khi tới thăm Gettysburg năm 1863.
Nhà thần học nổi tiếng Jonathan Edwards qua đời vì bệnh đậu mùa vào năm 1758 sau một lần cấy mầm bệnh đậu mùa.
Nhà lãnh đạo Liên Xô Joseph Stalin bị bệnh đậu mùa khi mới 7 tuổi. Khuôn mặt ông có nhiều vết sẹo do căn bệnh quái ác gây ra. Sau đó, ông ấy đã chỉnh sửa các bức ảnh để làm cho vết sẹo của mình bớt rõ ràng hơn.
Nhà thơ Hungary Ferenc Kölcsey, người viết bài quốc ca Hungary, bị mất mắt phải vì bệnh đậu mùa.

## Phân loại
Có hai chủng đậu mùa lâm sàng. Loại Variola major là dạng trầm trọng và thường gặp nhất, gây ra sự phát ban rộng hơn và sốt cao hơn, tỷ lệ tử vong cao tới 30%. Loại Variola minor ít gặp và ít trầm trọng hơn, với tỷ lệ tử vong vào khoảng 1% hoặc ít hơn. Giai đoạn nhiễm virus variola cận lâm sàng đã được chú ý đến, nhưng không thường gặp. Thêm vào đó, còn có một dạng gọi lại variola sine eruptione (đậu mùa gây phát ban) thường được bắt gặp ở những người đã được tiêm chủng. Dạng này gây ra sốt sau thời kỳ ủ bệnh và chỉ có thể được xác nhận bằng nghiên cứu kháng thể, hay ít gặp hơn, bằng cách cách ly virus.

## Dấu hiệu và triệu chứng
Thời kỳ ủ bệnh từ lúc nhiễm bệnh đến lúc triệu chứng rõ ràng đầu tiên xuất hiện là khoảng 12 ngày. Một khi bị hít vào, virus Variola major xâm chiếm vùng họng miệng hoặc vùng niêm mạc hô hấp, di chuyển đến hạch bạch huyết và bắt đầu sinh sôi. Trong giai đoạn tăng trưởng ban đầu, virus có thể di chuyển từ tế bào đến tế bào, nhưng vào khoảng ngày thứ 12, các tế bào nhiễm virus giảm dần, virus được tìm thấy trong máu với số lượng lớn. Tiếp đó là sự sinh sôi virus diễn ra ở lá lách, tủy xương và hạch bạch huyết. Các triệu chứng ban đầu tương tự với các bệnh nhiễm virus khác, chẳng hạn như cúm và cảm thông thường, sốt ít nhất 38.5 °C, đau nhức cơ, cảm giác khó chịu, đau đầu và tình trạng mệt mỏi. Khi các ống tiêu hóa bị liên lụy, chứng buồn nôn và ói mửa, cùng với chứng đau lưng xuất hiện. Các triệu chứng báo trước, hay giai đoạn tiền bệnh, thường kéo dài 2-4 ngày. Từ ngày 12-15, những thương tổn thấy được đầu tiên xuất hiện – đó là các vết chấm nhỏ màu đỏ gọi là enanthem – trên màng nhầy của miệng, lưỡi, vòm miệng và cổ họng. Nhiệt độ cơ thể vẫn bất bình thường. Các thương tổn này nhanh chóng lan ra và bị vỡ, giải phóng lượng lớn virus vào tuyến nước bọt.
Virus đậu mùa có khuynh hướng tấn công tế bào da, gây nên những mụn nhọt điển hình (gọi là phát ban) của chứng bệnh này. Các nốt nhỏ phát triển trên da từ 24-48 tiếng sau khi các thương tổn ở các màng nhầy xuất hiện. Thông thường, các vết ban xuất hiện đầu tiên ở trán, sau đó nhanh chóng lan ra cả khuôn mặt, phần lớn các bộ phận gần đầu, thân người và cuối cùng là ở các bộ phận xa hơn. Quá trình xảy ra không quá 24 đến 36 tiếng, sau thời gian này không còn thương tổn mới nào xuất hiện. Lúc này, sự nhiễm virus variola có thể diễn ra theo nhiều hướng, dẫn đến bốn loại bệnh đậu mùa như trong phân loại Rao: thông thường, giảm nhẹ, ác tính và gây xuất huyết. Trong lịch sử, bệnh đầu mùa gây ra tỷ lệ tử vong vào khoảng 30%, trong đó hai dạng ác tính và gây xuất huyết thường gây chết người.

### Đậu mùa thể thông thường
90% hoặc hơn số các ca bệnh đậu mùa gặp ở những người chưa tiêm chủng thuộc loại đậu mùa thông thường. Ở dạng này, vào ngày thứ hai phát ban, vết ban sẽ biến thành nốt sần. Vào ngày thứ ba hay thứ tư, các nốt sần sẽ chứa bên trong một chất dịch màu trắng đục và trở thành mụn nước. Chất dịch này trở nên đặc và có màu đục trong vòng 24-48 giờ.
Khoảng ngày thứ sáu hay thứ bảy, mọi vết thương ở da sẽ biến thành nốt sần. Trong vòng 7 đến 10 ngày, các nốt sần sẽ phát triển và đạt kích thước tối đa. Các nốt sần nổi lên rõ, thường có hình tròn, chạm vào thấy căng và cứng. Các nốt sần ăn sâu vào lớp biểu bì, cho cảm giác đó là các hạt nhỏ nằm trong da. Chất dịch dần dần rỉ qua nốt sần, và vào tuần thứ hai, các nốt sần xẹp xuống và bắt đầu khô đi, tạo thành lớp vảy cứng. Vào ngày thứ 16 tới ngày thứ 20, lớp vảy sẽ bao phủ toàn bộ các vết thương đã bắt đầu bong ra, gây nên sẹo.
Đậu mùa thể thông thường hay tạo ra các vết ban riêng biệt, mà các nốt sần sau đó tách ra khỏi lớp da. Sự phân bổ các vết ban dày đặc nhất ở trên mặt, xuất hiện nhiều ở các chi hơn là trên thân mình; và ở các chi, lại dày hơn ở các điểm mút. Lòng bàn tay và lòng bàn chân thường nổi ban nhiều. Đôi khi, các chỗ phồng da kết lại với nhau, tạo nên vết ban giao nhau. Vết ban giao nhau làm bong lớp da ra khỏi lớp thịt nằm bên dưới. Bệnh nhân gặp phải các vết ban giao nhau thường vẫn trong tình trạng bệnh thậm chí sau khi lớp vảy đã hình thành. Tỷ lệ tử vong ở những người gặp phải vết ban là 62%.

### Đậu mùa thể nhẹ
Với đặc điểm gây phát ban và phát triển mau lẹ, đậu mùa thể giảm nhẹ hầu hết diễn ra ở những người đã tiêm chủng vắc-xin. Ở dạng này, các triệu chứng bệnh vẫn xảy ra nhưng ở mức độ nhẹ hơn so với đậu mùa thông thường. Bệnh nhân thường không sốt trong quá trình vết ban phát triển. Các tổn thương ở da ít hơn và tiến triển nhanh hơn, ở bề mặt nhiều hơn và có thể không thể hiện rõ đặc tính của bệnh đậu mùa điển hình. Đậu mùa giảm nhẹ rất hiếm khi gây chết người. Dạng đậu mùa này thường bị nhầm lẫn với bệnh thủy đậu.

### Đậu mùa ác tính
Ở dạng này, các thương tổn vẫn tiếp tục tồn tại trên da vào thời điểm các mụn nước hình thành. Lý do một số người mắc dạng bệnh này vẫn chưa được biết đến. Trong lịch sử, đậu mùa ác tính chiếm khoảng 5-10% các ca mắc bệnh, trong đó phần lớn là trẻ em – 72%. Đậu mùa ác tính thường đi kèm với giai đoạn tiền triệu kéo dài 3-4 ngày, sốt kéo dài và các triệu chứng nhiễm độc huyết trầm trọng. Vết ban phát triển ở lưỡi và vòm miệng. Các thương tổn ở da phát triển chậm. Vào ngày thứ bảy hay thứ tám, các thương tổn này xẹp đi và trông giống bị hằn vào da. Không giống đậu mùa thông thường, mụn nước chứa rất ít dịch, chạm vào thấy mềm và mỏng, và có thể chứa máu. Đậu mùa ác tính gần như luôn luôn gây tử vong.

### Đậu mùa xuất huyết
Đậu mùa xuất huyết là dạng bệnh nghiêm trọng đi kèm với hiện tượng xuất huyết nặng ở da, màng nhầy và ống dạ dày. Dạng bệnh này chiếm khoảng 2% số ca và hầu hết bắt gặp ở người lớn. Với đậu mùa xuất huyết, da không nổi vảy. Thay vào đó, người bệnh bị xuất huyết dưới da, da trông giống bị phỏng và nám đen. Vì vậy, dạng này còn được biết đến với tên bệnh mụn đen.
Vào giai đoạn đầu hay giai đoạn phát bệnh, xuất huyết diễn ra vào ngày thứ hai hay thứ ba khi xuất huyết dưới màng kết làm lòng trắng mắt trở nên đỏ. Đậu mùa xuất huyết cũng gây ra phát ban đỏ, các đốm xuất huyết, xuất huyết ở lá lách, thận, màng thanh dịch, cơ và ít gặp hơn là ở lá tạng ngoài tâm mạc, gan, tinh hoàn, buồng trứng và bang quang. Người bệnh có thể tử vong bất ngờ từ ngày thứ năm đến ngày thứ bảy mắc bệnh, khi mà ở ngoài da, các thương tổn đáng ngại xuất hiện rất ít. Các biểu hiện về sau diễn ra ở bệnh nhân còn sống trong vòng 8-10 ngày. Bệnh nhân ở giai đoạn đầu có những biểu hiện:các nhân tố đông máu (như tiểu cầu, huyết tương và huyết thanh) suy giảm và lượng antithrombin tuần hoàn gia tăng. Bệnh nhân ở giai đoạn sau có lượng tiểu cầu bị giảm mạnh; tuy nhiên sự thiếu hụt các nhân tố đông máu ít trầm trọng hơn. Một số bệnh nhân ở giai đoạn sau cũng cho thấy có sự gia tăng về lượng antithrombin. Dạng này có thể bắt gặp ở mọi nơi, chiếm từ 3 đến 25% các ca tử vong, tùy thuộc vào độc tính của các vết sần. Đậu mùa xuất huyết có khả năng gây tử vong rất cao.

## Nguyên nhân
Bệnh đậu mùa xuất phát từ việc nhiễm virus Variola, thuộc chi Orthopoxvirus, họ Poxviridae. Variola là một virus hình gạch, cỡ lớn vào khoảng 302-350 nanomét x 244-270 nm, có bộ gen DNA dạng hai sợi, và có một vòng thắt lại ở mỗi đầu. Hai dạng đậu mùa cơ bản là variola major và variola minor.
Bốn loại virus thuộc chi Orthopoxvirus gây bệnh ở người là: Variola, vaccinia, cowpox (gây đậu mùa ở động vật) và monkeypox. Trong tự nhiên, virus variola chỉ gây bệnh ở người, dù động vật linh trưởng và các loài động vật khác cũng bị nhiễm bệnh ở môi trường thí nghiệm. Vaccinia, cowpox và monkeypox có thể gây bệnh ở cả người lẫn động vật.
Chu kỳ sống của các virus thuộc họ Poxviridae khá phức tạp vì có nhiều dạng gây truyền nhiễm, với cơ chế xâm nhập tế bào đa dạng. Virus họ này là duy nhất trong số các virus có DNA vì chúng không tái tạo trong nhân tế bào, mà là ở tế bào chất. Để tái tạo, các virus sản sinh ra nhiều loại protein đặc trưng mà các virus DNA khác không tạo ra được, trong đó protein quan trọng nhất là RNA polymer hóa dựa trên DNA của virus.
Cả hai loại virion (Hạt virus hoàn chỉnh hay dạng virus nghỉ ở bên ngoài tế bào chủ) có vỏ và không có vỏ đều lây nhiễm. Vỏ virus được làm bằng các màng Golgi chứa một loại polypeptit virus đặc biệt, bao gồm hemagglutinin. Sự lây nhiễm variola major hoặc variola minor đều tạo ra miễn dịch chống lại loại còn lại.

### Sự truyền bệnh
Bệnh lan truyền qua việc hít phải các virus variola trong không khí, thường từ các dịch từ vùng họng, mũi, niêm mạc họng của người nhiễm bệnh. Bệnh được truyền từ người sang người chủ yếu qua việc tiếp xúc mặt đối mặt kéo dài với người nhiễm bệnh, thường trong khoảng cách dưới 1,8m, nhưng cũng có thể bị truyền bệnh qua việc tiếp xúc trực tiếp với các dịch cơ thể bị nhiễm virus hoặc các đồ vật bị nhiễm bẩn như tấm trải giường hay quần áo. Đậu mùa hiếm khi gây lây nhiễm qua không khí trong không gian kín như tòa nhà, xe buýt, xe lửa. Virus có thể lây truyền qua đường nhau thai, nhưng bệnh đậu mùa bẩm sinh có tỷ lệ tương đối thấp. Đậu mùa không được ghi nhận là có thể lây truyền trong thời kỳ tiền triệu và virus thường phát tán từ lúc xuất hiện các vết ban, hay đi kèm với các thương tổn ở miệng và họng. Virus có thể lây truyền qua trong giai đoạn phát bệnh, thường nhất là khoảng tuần đầu tiên xuất hiện vết ban, khi các thương tổn ở da còn nguyên vẹn.
Bệnh bắt đầu ít lây nhiễm trong khoảng 7 đến 10 ngày từ lúc vảy xuất hiện, nhưng người bệnh vẫn có khả năng lây nhiễm cho đến khi miếng vảy cuối cùng rụng đi.
Đậu mùa có tính lây nhiễm cao, nhưng thường với tốc độ chậm và ít rộng khắp hơn so với các bệnh truyền nhiễm do virus khác; có thể bởi vì bệnh chỉ lây nhiễm qua việc tiếp xúc gần và chỉ xảy ra sau khi vết ban đã xuất hiện. Tỷ lệ lây nhiễm cũng bị ảnh hưởng bởi thời gian ngắn trong giai đoạn lây nhiễm. Ở vùng ôn đới, số ca lây nhiễm đậu mùa đạt cao nhất vào mùa đông và mùa xuân. Ở khu vực nhiệt đới, bệnh xuất hiện khắp cả năm. Tuổi mắc bệnh đậu mùa phụ thuộc vào khả năng miễn dịch có được của cơ thể. Miễn dịch từ vắc-xin giảm theo thời gian và có thể không còn nữa, nhưng dân số gần đây thực hiện việc tiêm chủng thường xuyên. Đậu mùa không được ghi nhận có thể lây truyền qua côn trùng hay động vật và không có trường hợp vật chủ mang mầm bệnh không thể hiện triệu chứng (asymptomatic carrier).

## Chẩn đoán bệnh
Theo định nghĩa y học, đậu mùa là loại bệnh đi kèm với sốt cấp tính trên 38,3 °C, cùng với các vết ban có đặc điểm cứng, mụn nước hoặc mụn mủ ăn sâu xuất hiện vào cùng thời kỳ phát triển mà không có nguyên nhân rõ ràng. Nếu có trường hợp bệnh được nhận thấy, bệnh sẽ được xác nhận thông qua các kiểm tra phòng thí nghiệm.
Xét từ quan sát kính hiển vi, virus đậu mùa sản sinh các thể vùi mang tế bào chất điển hình, trong đó quan trọng nhất là thể Guarnieri, và là vị trí để virus sinh sản. Thể Guarnieri trông giống đốm màu hồng, có thể dễ dàng nhận diện qua làm sinh thiết da cùng hermatoxylin và eosin. Thể này được tìm thấy ở tất cả các bệnh nhiễm virus đậu mùa nhưng sự vắng mặt thể Guarnieri không thể được xem là loại trừ bệnh đậu mùa. Chẩn đoán nhiễm virus orthopoxvirus cũng có thể được thực hiện nhanh chóng bằng xét nghiệm qua kính hiển vi điện tử đối với dịch mủ hoặc vảy. Tất cả orthopoxvirus đều có hình viên gạch đặc trưng qua kính hiển vi điện tử.
Xác định bệnh bằng thí nghiệm đối với virus variola bao gồm việc nuôi cấy virus trong màng chorioallantoic (một phần của phôi gà) và kiểm tra các mụn bọc thương tổn dưới những điều kiện nhiệt độ xác định. Chủng virus có thể được đặc trưng bởi phân tích phản ứng chuỗi polymerase (PCR) và hạn chế mảnh chiều dài đa hình (RFLP). Kiểm tra huyết thanh và xét nghiệm miễn dịch liên kết enzym (ELISA), để đo miễn dịch glubulin virus đậu mùa cụ thể và kháng nguyên cũng đã được phát triển để hỗ trợ trong việc chẩn đoán nhiễm bệnh.
Bệnh thủy đậu (chickenpox) thường bị nhầm lẫn với bệnh đậu mùa vào thời kỳ đầu. Hai bệnh này có thể được phân biệt bằng nhiều phương pháp. Không giống bệnh đậu mùa, bệnh thủy đậu thường không ảnh hưởng lên lòng bàn tay và lòng bàn chân. Thêm vào đó, mụn mủ của thủy đậu có nhiều kích cỡ khác nhau tùy thuộc vào thời gian phát ban, còn mụn mủ bệnh đậu mùa đều gần như cùng kích cỡ vì ảnh hưởng của virus phát triển đồng đều hơn. Có nhiều phương pháp thí nghiệm để phát hiện thủy đậu trong các trường hợp bệnh đậu mùa còn nghi vấn.

## Phòng chống

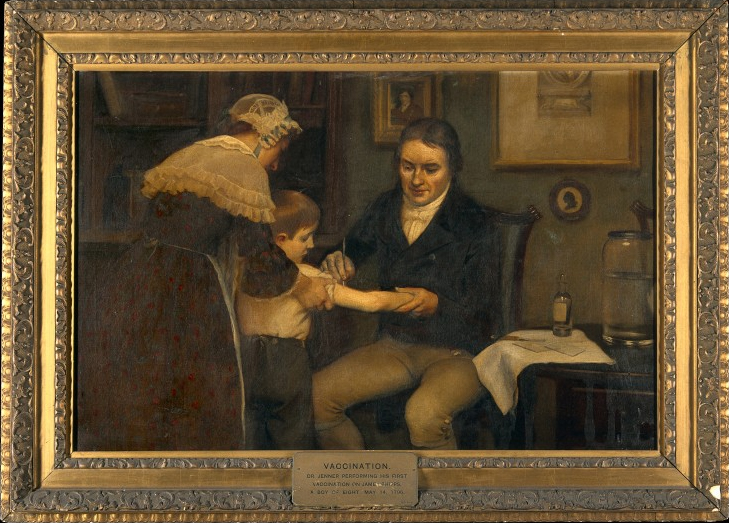
Bác sĩ Jenner thực hiện thao tác tiêm phòng đầu tiên cho James Phipps (cậu bé 8 tuổi) vào ngày 14 tháng 5 năm 1796. Tranh của Ernest Board (đầu thế kỷ 20).

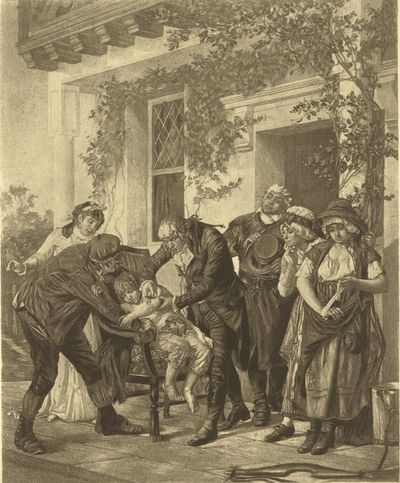
Edward Jenner cấy đậu mùa bò vào James Phipps. Bản in thạch bản của Gaston Mélingue (circa 1894).

Phương pháp đầu tiên được sử dụng để ngăn chặn đậu mùa là cấy mầm bệnh đậu mùa. Nó có thể đã được thực hiện ở Ấn Độ vào khoảng năm 1000 TCN, và tiêm một mũi đậu mùa bột, hoặc rắc đậu mùa lên da nơi có vết xước. Tuy nhiên, ý tưởng rằng tiêm có nguồn gốc từ Ấn Độ đã là một thách thức đối vì được miêu tả trong các văn bản y học tiếng Phạn về quá trình tiêm. Việc cấy mầm bệnh đậu mùa ở Trung Quốc có thể được tìm thấy vào cuối thế kỷ 10, và quy trình được thực hiện rộng rãi vào thế kỷ 16 trong thời kỳ nhà Minh. Nếu thành công, tiêm sẽ tạo ra khả năng miễn dịch với đậu mùa. Tuy nhiên, phương pháp này yêu cầu cấy trực tiếp mủ của người bệnh đậu mùa (chứa virus đậu mùa đã suy yếu) vào người khác, nên người được cấy mầm bệnh có thể bị đậu mùa bởi chính việc cấy mủ này. Cấy mầm bệnh đậu mùa có tỷ lệ tử vong khoảng 0,5-2%, thấp hơn đáng kể so với tỷ lệ tử vong từ 20-30% của chính bệnh này.
Người đầu tiên đặt nền móng cho tiêm chủng vắc-xin là Edward Jenner, một bác sĩ kiêm thành viên danh dự của Hiệp hội Hoàng gia London, Anh. Theo Tech Insider, vắc-xin là một trong những thành tựu khoa học lớn nhất của nhân loại, giúp con người miễn dịch với nhiều căn bệnh nguy hiểm khác nhau. Từ vắc-xin (vaccine) có nguồn gốc từ tiếng Latin "vaccinus", nghĩa là "liên quan đến bò".
Edward Jenner, một bác sĩ người Anh, chính thức hợp thức hóa và đưa thuật ngữ "tiêm ngừa" vào tài liệu khoa học cuối năm 1700. Jenner không phải là người đầu tiên khám phá ra cách thức vắc-xin hoạt động, nhưng ông đặt nền móng cho lĩnh vực miễn dịch học và dập tắt dịch bệnh đậu mùa, một trong những căn bệnh nguy hiểm nhất từng xảy ra trong lịch sử.
Năm 1796, đại dịch đậu mùa hoành hành khắp châu Âu. Căn bệnh này gây ra các triệu chứng như cúm, sốt và nhiều nốt mụn độc xuất hiện trên mặt cũng như cơ thể. Dạng virus phổ biến gây bệnh đậu mùa giết chết khoảng 30% bệnh nhân trong khi một dạng virus hiếm gặp hơn gần như luôn khiến người bệnh tử vong. Bệnh đậu mùa lây qua đường hô hấp và tiếp xúc nên số người mắc bệnh tăng lên rất nhanh.
Qua quan sát thực tế, Jenner phát hiện một căn bệnh gây nổi mụn nước ở loài bò cũng có thể lây sang người và gây bệnh nhẹ. Ông quan sát thấy những người chăn nuôi, vắt sữa bò sau khi mắc bệnh này thì không bao giờ bị mắc bệnh đậu mùa. Do các triệu chứng tương tự nhau, ông gọi nó là bệnh "đậu bò". Ông cũng bắt đầu suy nghĩ về khả năng truyền căn bệnh đậu bò sang người để phòng bệnh đậu mùa.

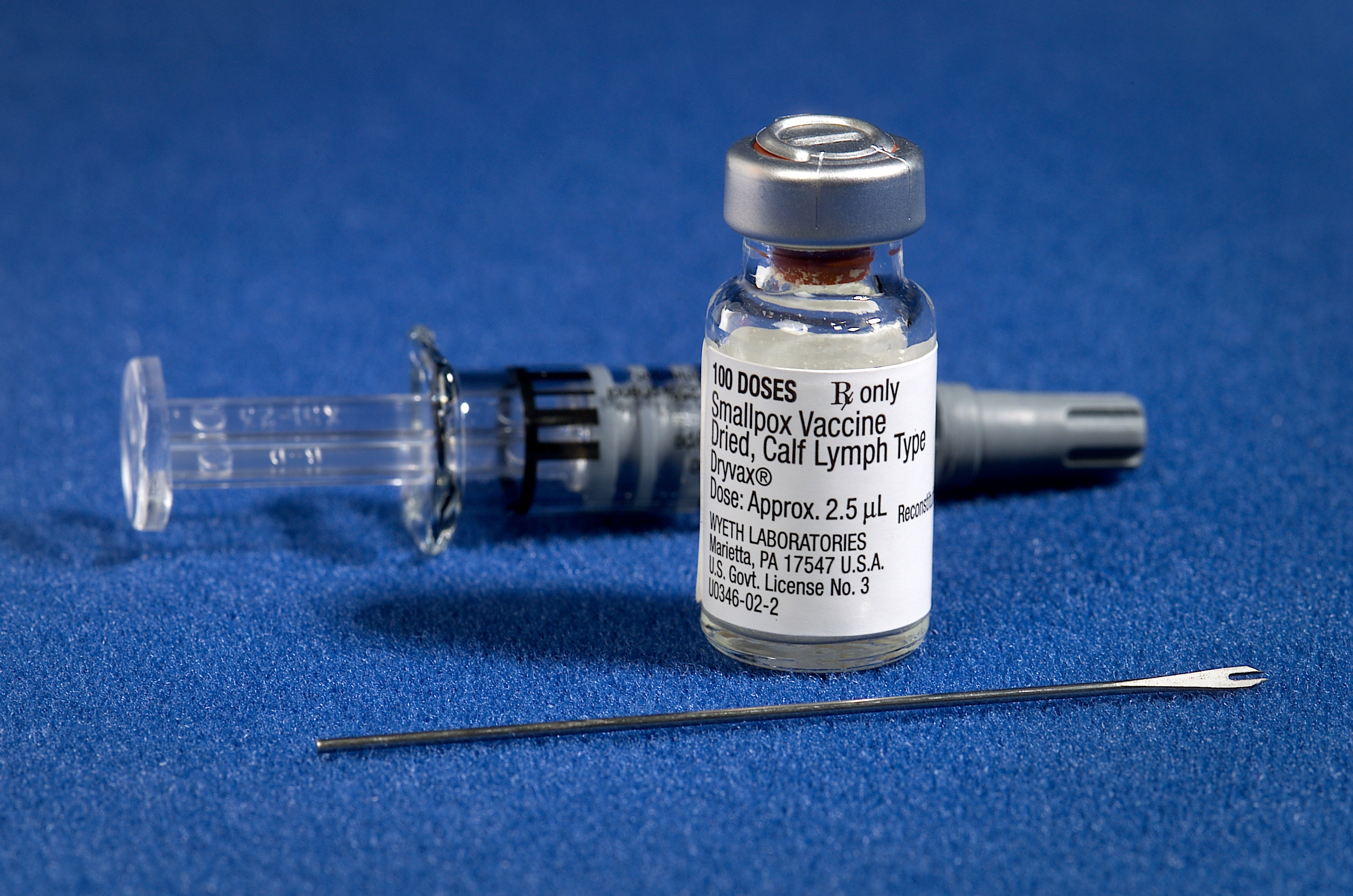
Các thành phần của một bộ vắc-xin đậu mùa hiện đại.

Jenner tìm gặp cô gái trẻ Sarah Nelms chuyên làm nghề vắt sữa bò đang bị bệnh đậu bò, thu thập vài giọt dịch lỏng từ các vết loét mới phát triển trên bàn tay và cánh tay cô. Sau đó, ông tiêm chất lỏng này vào tay cậu bé 8 tuổi khỏe mạnh cùng làng tên James Phipps.
Phipps sốt nhẹ và bị đau nách sau khi tiêm. Chín ngày sau đó, cậu bé cảm thấy ớn lạnh và ăn không ngon miệng. Nhưng tất cả triệu chứng trên biến mất vào ngày kế tiếp. Hai tháng sau, Jenner tiến hành thử nghiệm kiểm tra. Ông tiêm chất lỏng chứa mầm bệnh đậu mùa vào người Phipps, nhưng cậu bé không mắc bệnh đậu mùa và miễn dịch với căn bệnh này suốt phần đời còn lại. Sau đó Phipps còn được cấy mầm bệnh đậu mùa hơn 20 lần mà không bị nhiễm bệnh. 
Kết quả thử nghiệm cung cấp bằng chứng thuyết phục cho thấy, hành động đưa một lượng nhỏ mầm bệnh không gây hại của bệnh truyền nhiễm vào cơ thể là cách để phòng tránh căn bệnh tương tự trong tương lai. Đây là nguyên tắc cơ bản của tiêm chủng vắc-xin.
Phương pháp "tiêm ngừa" của Jenner đã giúp châu Âu đẩy lùi đại dịch đậu mùa. Năm 1800, việc tiêm chủng trở nên phổ biến ở hầu hết các nước châu Âu và sau đó lan rộng ra toàn thế giới.

## Đậu mùa trong lịch sử Việt Nam
Lịch sử Việt Nam có ghi lại một số những nhân vật chết vì bệnh đậu mùa. Trong đó có Hoàng tử Cảnh, người con cả của vua Nguyễn Thế Tổ (niên hiệu Gia Long). Hoàng tử Cảnh mất năm 22 tuổi, để lại một vợ và hai con. Vua Tự Đức cũng bị bệnh đậu mùa và bị vô sinh nên nhận một người con nuôi lên làm vua và chỉ tại vị được 3 ngày, đó là vua Dục Đức
Sử nhà Nguyễn cũng ghi hai nạn dịch lớn trước thời Pháp thuộc:
- "Năm Canh Thìn (1820) tháng 11 (âm lịch) bệnh dịch lan tràn, khởi đầu từ Hà Tiên đến Bắc Thành. Nhiều người chết. Nhà nước chẩn cấp cho dân tổng cộng 73 vạn quan tiền."
- "Năm Canh Tý (1840) tháng 9 (âm lịch) ở Sơn Tây từ mùa xuân đến mùa thu có hơn 4.900 người chết dịch."[99]

Vết sẹo rậm trên da mặt thường là chứng tích của bệnh đậu mùa, tiếng Việt có chữ riêng để gọi: "rỗ".